# Atletismo nos Jogos Pan-Americanos de 1951 - Decatlo masculino
A prova do decatlo masculino nos Jogos Pan-Americanos de 1951 foi realizada em Buenos Aires, Argentina.

## Medalhistas
| Ouro                      | Prata                    | Bronze                        |
| Hernán Figueroa CHI Chile | Hernán Alzamora PER Peru | Enrique Salazar GUA Guatemala |

## Resultados
| Pos.              | Atleta               | País          | PG   | 100 m    | SD       | AP  | SA  | 400 m    | 110 m    | AD  | 1500 m     | SV  | LD  |
| ----------------- | -------------------- | ------------- | ---- | -------- | -------- | --- | --- | -------- | -------- | --- | ---------- | --- | --- |
| Medalha de ouro   | Hernán Figueroa      | CHI Chile     | 6610 | 760 11.3 | 746 6.77 | 748 | 671 | 711 53.1 | 698 16.8 | 608 | 5:00.7     | 613 | 644 |
| Medalha de prata  | Hernán Alzamora      | PER Peru      | 6063 | 686 11.6 | 641 6.36 | 545 | 783 | 725 52.8 | 869 15.2 | 547 | 435 4:56.4 | 431 | 451 |
| Medalha de bronze | Enrique Salazar      | GUA Guatemala | 4380 | 640 11.8 | 361 5.08 | 388 | 368 | 669 54.0 | 359 20.4 | 326 | 5:00.5     | 431 | 427 |
| –                 | Enrique Kistenmacher | ARG Argentina | DNF  | 686 11.6 | DNS      | DNS | DNS | DNS      | DNS      | DNS | DNS        | DNS | DNS |

Legenda
| Recorde mundial      | Recorde mundial (World record)               |                       | Recorde africano                      | Recorde africano (African) |                                           | Q | Classificado por posição (Qualified) |
| Recorde olímpico     | Recorde olímpico (Olympic record)            | Recorde da América    | Recorde da América (Americas)         | q                          | Classificado por melhor tempo (Qualified) |   |                                      |
| Melhor marca do ano  | Melhor marca do ano (World leading)          | Recorde asiático      | Recorde asiático (Asian)              | DNS                        | Não largou (Did not start)                |   |                                      |
| Recorde nacional     | Recorde nacional (National record)           | Recorde europeu       | Recorde europeu (European)            | DNF                        | Não terminou (Did not finish)             |   |                                      |
| Recorde pessoal      | Recorde pessoal do atleta (Personal best)    | Recorde da Oceania    | Recorde da Oceania (Oceania)          | DSQ / DQ                   | Desclassificado (Disqualified)            |   |                                      |
| Recorde da temporada | Recorde da temporada do atleta (Season best) | Recorde sul-americano | Recorde sul-americano (South America) | NM                         | Sem marca (No mark)                       |   |                                      |